# Carles Alfaro Hofmann
Carles Alfaro Hofmann (Valencia, 1960), conocido como Carles Alfaro, es un director de teatro español. Fundador de la compañía teatral estable Moma Teatre en 1982, es también actor, escenógrafo y diseñador de iluminación.

## Biografía
Se forma como actor y director en Madrid, Valencia y Londres. Con su compañía Moma Teatre, produce espectáculos en los que desarrolla su faceta de director, actor y diseñador, que le hacen merecedor del Premio de Teatro de la Generalidad Valenciana a la mejor dirección en 1993, 1995 y 1996. En 1997, dota a su compañía de un espacio teatral en Valencia, el Espai Moma, que empieza a colaborar con el Teatro de La Abadía de Madrid donde se representan varias de sus creaciones. El Espai Moma pronto se convirtió en un referente cultural de la ciudad, con una clara vocación de servicio público a pesar de ser una empresa privada.
En 2000 para Moma Teatre codirige, diseña el espacio escénico y la iluminación, la dramaturgia e interpreta Nascuts culpables, (Nacidos culpables), basado en entrevistas reales realizadas por Peter Sichrovsky. El montaje es ganador del Premio de la Crítica al mejor espectáculo, del Premio Cultura 2000 de L'Avenç, del Premio de Teatres de la Generalidad Valenciana al mejor director y a la mejor producción teatral.
En paralelo a su labor en el Espai Moma, a partir de 2002 inicia su colaboración con el Teatre Nacional de Catalunya en Barcelona como director de escena y diseñador de espacios escénicos y de iluminación. En 2002, para celebrar el 20 aniversario de Moma Teatre, dedica casi toda la temporada a Harold Pinter, por el que siente devoción.
Tras el cierre del Espai Moma en 2004 por decisión propia, y por la falta de apoyos institucional, Carles Alfaro dirige principalmente para teatros de fuera de la Generalidad Valenciana, como el Teatro de La Abadía, el Centro Dramático Nacional, la Compañía Nacional de Teatro Clásico y el Teatro Español en Madrid, el Teatre Nacional de Catalunya, el Teatre Lliure y el Festival Temporada Alta (Gerona) en Cataluña.
En 2013, tras muchos años de "autoexilio", vuelve a Valencia para dirigir en el teatro Talia y retoma su compañía Moma Teatre con la que monta en los años siguientes varios espectáculos que se representan tanto en teatros de Valencia como de Madrid.

## Principales montajes
Carles Alfaro ha dirigido, entre otros, los siguientes espectáculos en los que a menudo asume la escenografía y la iluminación:
- Éramos tres hermanas, de José Sanchis Sinisterra, (Teatro de la Abadía, Madrid 2014)
- Petit Pierre, de Suzanne Lebeau (Teatro Talía, Valencia 2013)
- El lindo don Diego, de Agustín Moreto (Compañía Nacional de Teatro Clásico, Madrid 2013)
- José K. torturado, de Javier Ortiz (Studio Teatro/ Teatro Español. Madrid/Festival Temporada Alta, Gerona 2011)
- El arte de la comedia, de Eduardo De Filippo (Teatro de la Abadía, Madrid 2010)
- La Calesera, de Francisco Alonso (Teatro de la Zarzuela, Madrid 2009)
- Traición, de Harold Pinter (Teatre Lliure, Barcelona 2009)
- Macbethladymacbeth, de Shakespeare (Teatro Español, Madrid 2008)
- Tío Vania, de Antón Chéjov (Centro Dramático Nacional, Madrid 2008)
- ¿Què va passar, Wanoulelé?, de L. Nabulsi (Festival Temporada Alta, Gerona 2007)
- El portero, de Harold Pinter (Teatro de la Abadía, Madrid 2006)
- Las bodas de Fígaro, de Mozart (Institut Valencià de la Música, Valencia 2006)
- Ròmul el Gran, de Friedrich Dürrenmatt (Teatre Nacional de Catalunya, Barcelona 2005)
- La controversia de Valladolid, de Jean-Claude Carrière (Teatro de la Abadía, Madrid 2005)
- Nacidos culpables, de Peter Sichrovsky (Tantaka Donosti, 2002)
- La caída, de Albert Camus (Teatre Nacional de Catalunya, Barcelona 2002)

## Premios
- 1993
  - El Cas Woyzeck, premio a la mejor dirección de Teatre de la Generalidad Valenciana, premio ADE (Asociación de Directores de España) al mejor director
- 1995
  - Metro, premio a la mejor dirección de Teatre de la Generalidad Valenciana
- 1996
  - Cándido, premio a la mejor dirección de Teatre de la Generalidad Valenciana
  - Borja-Borgia, premio a la mejor iluminación de Teatre de la Generalidad Valenciana
- 1997
  - Las sillas, premio a la mejor iluminación de Teatre de la Generalidad Valenciana
- 1998
  - El otro, premio a la mejor iluminación de Teatre de la Generalidad Valenciana
- 1999
  - Cándido, premio de la Crítica a la mejor escenografía 1999/2000
- 2000
  - Nacidos culpables, Premio de la Crítica Valenciana al mejor Espectáculo de la Temporada 1999/2000; premio de la Crítica L’Avenç, de Barcelona, Cultura 2000; premio a la mejor dirección escénica y mejor espectáculo de Teatres de la Generalidad Valenciana 2000; premio Max 2000 al espectáculo revelación.
- 2003
  - La caída, premio de la Crítica Teatral Valenciana al mejor espectáculo de la temporada 2001-2002, premio a la mejor dirección escénica y a la mejor contribución estética; Premio al mejor espectáculo y a la mejor escenografía de las Artes Escénicas de la Generalidad Valenciana; Premio Max a la mejor escenografía y finalista del Premio Max a la mejor dirección; Premio Butaca al mejor espectáculo teatral, mejor escenografía y mejor iluminación.
- 2010
  - El arte de la comedia, premio ADE de Dirección
- 2011
  - El arte de la comedia, finalista de los Premios Max 2011 a la mejor dirección y mejor espectáculo teatral.
- 2015
  - Atchúusss!!!, premio Ceres al Mejor Director.